# هاردي سكوت
هاردي سكوت هو محامي وسياسي أمريكي، ولد في 7 يونيو 1907 في Bala Cynwyd, Pennsylvania ‏ في الولايات المتحدة، وتوفي في 2 نوفمبر 1999. نشط حزبياً في الحزب الجمهوري. وقد انتخب عضو مجلس النواب الأمريكي ‏.